# Куг-е Сефід (Марказі)
Куг-е Сефід (перс. كوه سفيد) — село в Ірані, у дегестані Бакерабад, у Центральному бахші, шахрестані Магаллат остану Марказі. За даними перепису 2006 року, його населення становило 73 особи, що проживали у складі 23 сімей.

## Клімат
Середня річна температура становить 12,40 °C, середня максимальна – 30,97 °C, а середня мінімальна – -9,18 °C. Середня річна кількість опадів – 200 мм.
| Клімат поселення                              | Клімат поселення | Клімат поселення | Клімат поселення | Клімат поселення | Клімат поселення | Клімат поселення | Клімат поселення | Клімат поселення | Клімат поселення | Клімат поселення | Клімат поселення | Клімат поселення | Клімат поселення |
| Показник                                      | Січ.             | Лют.             | Бер.             | Квіт.            | Трав.            | Черв.            | Лип.             | Серп.            | Вер.             | Жовт.            | Лист.            | Груд.            |                  |
| Середній максимум, °C                         | 9,13             | 10,56            | 14,66            | 19,89            | 24,39            | 29,82            | 30,97            | 30,32            | 26,76            | 20,78            | 14,68            | 8,75             |                  |
| Середня температура, °C                       | −0,02            | 1,40             | 5,49             | 10,72            | 15,25            | 20,66            | 24,81            | 24,16            | 20,60            | 14,62            | 8,52             | 2,57             |                  |
| Середній мінімум, °C                          | −9,18            | −7,76            | −3,66            | 1,58             | 6,09             | 11,51            | 18,65            | 18,00            | 14,44            | 8,45             | 2,37             | −3,59            |                  |
| Норма опадів, мм                              | 33               | 32               | 37               | 25               | 17               | 2                | 2                | 1                | 0                | 7                | 18               | 26               |                  |
| Середньомісячна швидкість вітру, м/с          | 1.58             | 1.98             | 2.52             | 2.75             | 2.56             | 2.39             | 2.42             | 2.20             | 2.15             | 2.07             | 1.74             | 1.51             |                  |
| Середньомісячна сонячна радіація, кДж/м²·день | 9667             | 12988            | 15540            | 18778            | 22732            | 26819            | 25921            | 24444            | 21405            | 16059            | 11477            | 9365             |                  |
| --------------------------------------------- | ---------------- | ---------------- | ---------------- | ---------------- | ---------------- | ---------------- | ---------------- | ---------------- | ---------------- | ---------------- | ---------------- | ---------------- | ---------------- |
| Джерело:                                      |                  |                  |                  |                  |                  |                  |                  |                  |                  |                  |                  |                  |                  |